# Softronic
Softronic ist ein Hersteller von Schienenfahrzeugen mit Sitz in Craiova in Rumänien. Das Unternehmen ist europaweit aktiv, aktuell mit Schwerpunkt auf dem schwedischen, rumänischen und ungarischen Markt, führt Modernisierungen von bestehenden Lokomotiven durch und bietet die elektrischen Lokomotiven Phoenix und Transmontana sowie den elektrischen Triebzug Hyperion an.

## Geschichte
Softronic wurde 1999 in Craiova gegründet und beschäftigte sich zunächst mit der Modernisierung von Lokomotiven der rumänischen Staatsbahn CFR, die meist von Electroputere stammten. Nach der Schließung des Electroputere-Werks in Craiova rekrutierte Softronic auch zahlreiche Ingenieure von Electroputere. 2002 wurde die Tochtergesellschaft Softrans gegründet, über die Softronic-Lokomotiven vermietet werden. Die Produktion eigener Lokomotiven begann 2008 mit der Softronic Phoenix. Bis zum Jahr 2013 modernisierte Softronic etwa 200 Lokomotiven; bis 2014 wurden 23 eigene Lokomotiven hergestellt, von denen elf Deutsche Bahn Cargo Romania gehören. Softronic gibt an, in Zukunft auch Lokomotiven nach Österreich, Schweden, Serbien, Bulgarien und in die Türkei liefern zu wollen. Von Juni bis August 2015 war eine Softronic Transmontana für Testfahrten in Schweden unterwegs, im Oktober 2015 folgten Testfahrten mit einer Softronic Phoenix in Kroatien.

## Fahrzeuge

### Softronic Phoenix

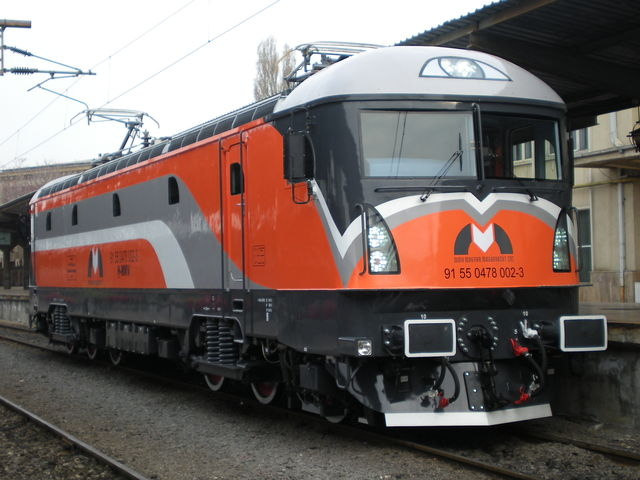
Softronic Phoenix

Die Softronic Phoenix ist eine sechsachsige elektrische Lokomotive für Wechselstrom mit 25 kV und 50 Hz. Mechanisch basiert sie auf der CFR-Baureihe EA, die ab 1965 von ASEA und ab 1967 von Electroputere gebaut wurde und eine der gängigsten Lokomotivtypen der rumänischen Staatsbahnen darstellt. Der elektrische Teil dagegen ist eine Neuentwicklung von Softronic, wobei auf die durch die Lokomotivmodernisierung gewonnenen Erfahrungen zurückgegriffen werden konnte. Die ersten beiden Lokomotiven sind mit einer Höchstgeschwindigkeit von 120 km/h für den Güterverkehr konzipiert; später wurde auch eine Version für den Personenverkehr ausgeliefert, die 200 km/h erreichen kann. Bisher wurden sechs Phoenix-Lokomotiven hergestellt, die letzte verließ das Werk von Softronic im Jahr 2012.

### Softronic Transmontana

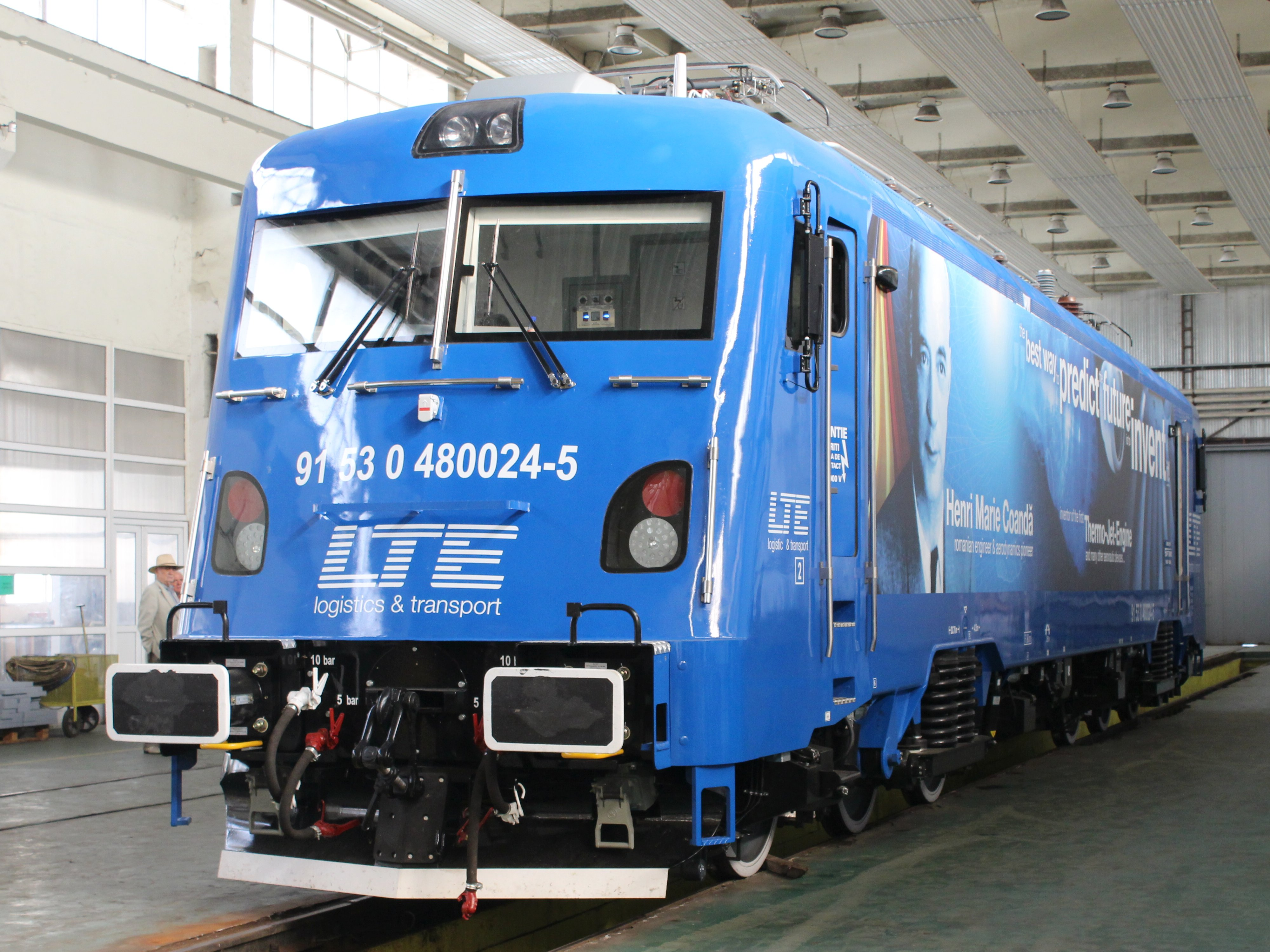
Lokomotive Transmontana

Seit 2010 bietet Softronic die Transmontana an, eine sechsachsige elektrische Lokomotive, die mit Wechselstrom sowohl von 25 kV und 50 Hz als auch von 15 kV und 16 ⅔ Hz betrieben werden kann. Die Maschine besitzt als erste in Rumänien hergestellte Lokomotive Drehstrom-Asynchronmotoren, hat eine Höchstgeschwindigkeit von 160 km/h und ist in Rumänien, Ungarn und Schweden zugelassen.

### Softronic Hyperion

Softronic Hyperion

Der Hyperion ist ein im Jahr 2012 vorgestellter, von Softronic hergestellter vierteiliger elektrischer Triebzug. Er verfügt über Jakobsdrehgestelle und kann sowohl unter 3 kV Gleichstrom als auch unter Wechselstrom mit 25 kV und 50 Hz eingesetzt werden. Die Antriebsdrehgestelle befinden sich in den beiden Endwagen; die Höchstgeschwindigkeit beträgt 160 km/h. Im August und September 2014 fand zu Test- und Werbezwecken ein sechswöchiger Probebetrieb von Craiova über Bukarest nach Constanța statt. Zuständiges Eisenbahnverkehrsunternehmen war die Softronic-Tochtergesellschaft Softrans.